# François Perrodo
François Perrodo est un industriel et homme d'affaires français, président de la compagnie pétrolière Perenco et pilote automobile engagé en championnat du monde d'endurance FIA au sein de l'écurie AF Corse.
En 2022, il est à la tête de la 15e fortune de France grâce à Perenco, qu'il partage avec sa mère, Carrie Perrodo, et sa fratrie. En août 2024, cette fortune familiale est estimée à environ 9,5 milliards de dollars.

## Biographie

### Origine et famille
François Hubert Marie Perrodo est né le 14 février 1977 dans la cité-État de Singapour,,. 
Il est l'un des trois enfants de Hubert Perrodo et de Carrie Perrodo, une mannequin originaire de Hong Kong. Il a un frère (Bertrand) et une sœur (Nathalie).
Depuis 2012, il est marié avec Natacha Tatiana Popoff. Ensemble, ils ont un fils et disposent d'une résidence londonienne. 

### Formation
François Perrodo est diplômé d’une maîtrise universitaire ès sciences en sciences physiques du St Peter's College de l'université Oxford.
Diplômé ingénieur de l'École nationale supérieure du pétrole et des moteurs (ENSPM) en 2002, il suit ensuite une formation à l'INSEAD de Singapour.

## Homme d'affaires
Il est le président de la société pétrolière franco-britannique Perenco, depuis la mort brutale de son père en 2006. Perenco a pour spécialité d'exploiter des puits d'hydrocarbures en fin de vie, qui sont peu rentables pour les majors pétrolières. Le travail de Perenco en RDC a été contesté.

## Pilote automobile
Il pratique le sport automobile et plus précisément l'endurance. Il est engagé en championnat du monde d'endurance FIA au sein de l'écurie TDS Racing. Il participe ainsi aux 24 Heures du Mans et au championnat du monde d'endurance FIA depuis la saison 2013. Il a couru également en Championnat VdeV, en Blancpain Endurance Series, European Le Mans Series, en United SportsCar Championship et dans les 24H Series,.

### 2012: début de carrière
François Perrodo commence sa carrière de pilote aux 4 Heures GT/Tourisme sur le circuit Bugatti dans le cadre du championnat VdeV.

### Participations aux 24 Heures du Mans et au championnat du monde d'endurance FIA (depuis 2013)

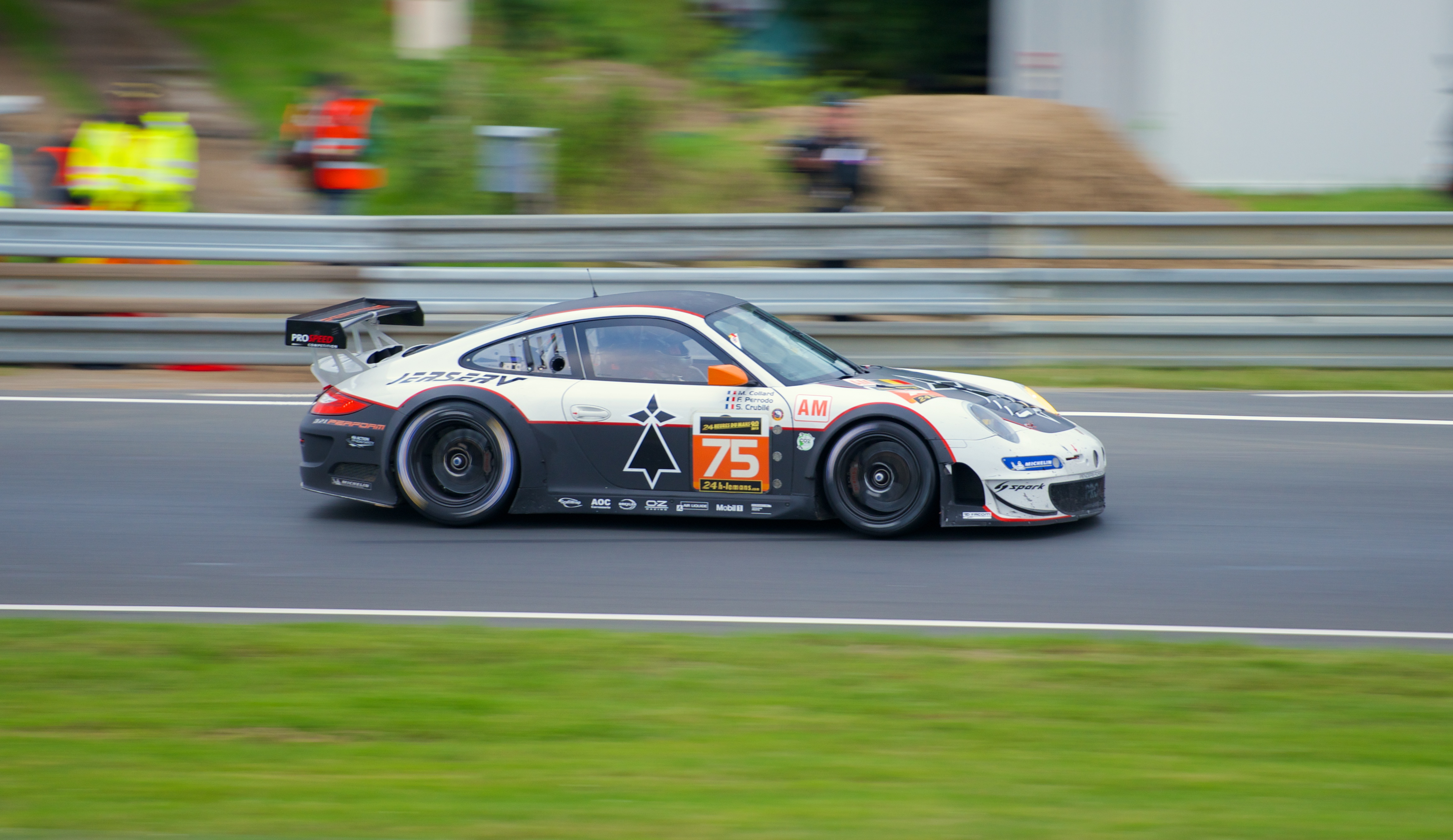
Porsche 997 GT3-RSR.

En novembre 2013, il rejoint l’écurie italienne AF Corse pour les 6 Heures de Bahreïn.
Il termine deuxième des 6 Heures de Spa 2016 dans la catégorie GTE Am. Aux 24 Heures du Mans 2016, François Perrodo termine deuxième de la catégorie GTE Am, mais il se classe premier des concurrents inscrits à l'année en championnat du monde d'endurance FIA, ce qui lui vaut de récupérer les cinquante points de la victoire.
Il termine troisième de la catégorie LMP2 lors des 24 Heures du Mans 2019, au sein de l'équipe TDS Racing.
Il remporte finalement la classique mancelle lors de l'édition 2021 dans la catégorie GTE Am. 
En 2022, François Perrodo termine à la 4e place dans la catégorie LMP2 Pro/Am du championnat du monde d'endurance FIA. 

### Palmarès
- Champion pilote GTE Am 2016 avec Emmanuel Collard et Rui Águas..
- Champion pilote GTE Am 2019–20 avec Emmanuel Collard et Nicklas Nielsen
- Champion pilote GTE Am 2021
- Champion pilote lmp2 pro am 2022
- Champion Elms 2023 LMP2 Pro/Am
- Champion Elms 2024 LMP2 Pro/Am
- Vainqueur des 24 Heures du Mans 2021 en GTE Am
- Vainqueur des 24 Heures du Mans 2024 en LMP2 Pro/Am

### Résultats aux 24 Heures du Mans
| Année | Équipe               | Équipiers                           | Voiture                   | Classe       | Tours | Class Pos. |
| ----- | -------------------- | ----------------------------------- | ------------------------- | ------------ | ----- | ---------- |
| 2013  | Prospeed Competition | Emmanuel Collard Sébastien Crubilé  | Porsche 911 GT3 RSR (997) | GTE Am       | 298   | 9e         |
| 2014  | Prospeed Competition | Emmanuel Collard Markus Palttala    | Porsche 911 GT3 RSR (997) | GTE Am       | 194   | Abd        |
| 2015  | AF Corse             | Rui Águas Emmanuel Collard          | Ferrari 458 Italia GT2    | GTE Am       | 330   | 4          |
| 2016  | AF Corse             | Rui Águas Emmanuel Collard          | Ferrari 458 Italia GT2    | GTE Am       | 331   | 2          |
| 2017  | TDS Racing           | Matthieu Vaxivière Emmanuel Collard | Oreca 07                  | LMP2         | 213   | Abd        |
| 2018  | TDS Racing           | Loïc Duval Matthieu Vaxivière       | Oreca 07                  | LMP2         | 366   | Dsq.       |
| 2019  | TDS Racing           | Loïc Duval Matthieu Vaxivière       | Oreca 07                  | LMP2         | 366   | 3          |
| 2020  | AF Corse             | Nicklas Nielsen Emmanuel Collard    | Ferrari 488 GTE Evo       | GTE Am       | 339   | 3          |
| 2021  | AF Corse             | Nicklas Nielsen Alessio Rovera      | Ferrari 488 GTE Evo       | GTE Am       | 340   | 1          |
| 2022  | AF Corse             | Nicklas Nielsen Alessio Rovera      | Oreca 07                  | LM P2 Pro/Am | 361   | 4          |
| 2023  | AF Corse             | Ben Barnicoat Norman Nato           | Oreca 07                  | LM P2 Pro/Am | 183   | Abd        |
| 2024  | AF Corse             | Ben Barnocaot Nicolas Varrone       | Oreca 07                  | LM P2 Pro/Am | 297   | 1          |

### Résultats en Championnat du monde d'endurance FIA
| Année   | Équipe               | Classe      | Voiture                   | Moteur                         | 1           | 2              | 3          | 4          | 5        | 6           | 7        | 8        | 9        | Rang | Points |
| ------- | -------------------- | ----------- | ------------------------- | ------------------------------ | ----------- | -------------- | ---------- | ---------- | -------- | ----------- | -------- | -------- | -------- | ---- | ------ |
| 2013    | Prospeed Competition | LMGTE Am    | Porsche 911 GT3 RSR (997) | Porsche 4,0 L Flat-6           |             |                | LM 9ème    |            |          |             |          |          |          |      |        |
| 2014    | Prospeed Competition | LMGTE Am    | Porsche 911 GT3 RSR (997) | Porsche 4,0 L Flat-6           | SIL 7ème    | SPA 5ème       | LM abandon |            |          |             |          |          |          | 7ème | 58     |
| 2014    | Prospeed Competition | LMGTE Am    | Porsche 911 RSR (991)     | Porsche 4,0 L Flat-6           |             |                |            | CdA 8ème   | FUJ 3ème | SHA 4ème    | BHR 7ème | SÃO 5ème |          | 7ème | 58     |
| 2015    | AF Corse             | LMGTE Am    | Ferrari 458 Italia GT2    | Ferrari 4,5 L V8               | SIL 2ème    | SPA 2ème       | LM 4ème    | NÜR 3ème   | COA 3ème | FUJ 3ème    | SHA 1er  | BHR 4ème |          | 2ème | 148    |
| 2016    | AF Corse             | LMGTE Am    | Ferrari 458 Italia GT2    | Ferrari 4,5 L V8               | SIL 1er     | SPA 2ème       | LM 2ème    | NÜR 2ème   | MEX 2ème | CdA 6ème    | FUJ 2ème | SHA 2ème | BHR 3ème | 1er  | 188    |
| 2017    | TDS Racing           | LMP2        | Oreca 07                  | Gibson GK428 4,2 L V8 Atmo     | SIL 3ème    | SPA 9ème       | LM Abd.    | NÜR 8ème   | MEX 7ème | CdA 7ème    | FUJ 4ème | SHA 6ème | BHR 9ème | 14e  | 55     |
| 2018–19 | TDS Racing           | LMP2        | Oreca 07                  | Gibson GK428 4,2 L V8 Atmo     | SPA 4ème    | LM Dsq.        | SIL 7ème   | FUJ 4ème   | SHA Abd. | SEB NC      | SPA 4ème | LMS 3ème |          | 8e   | 66     |
| 2019–20 | AF Corse             | LMGTE Am    | Ferrari 488 GTE Evo       | Ferrari F154CB 3,9 L V8 Turbo  | SIL 1er     | FUJ 2ème       | SHA 4ème   | BHR 4ème   | CdA 4ème | SPA 1er     | LM 3     | BHR 2ème |          | 1er  | 167    |
| 2021    | AF Corse             | LMGTE Am    | Ferrari 488 GTE Evo       | Ferrari 3996 V8 à 90° bi-turbo | SPA 1er     | Portimao 11ème | Monza 1er  | LM 1er     | BHR 5ème | BHR 1er     |          |          |          | 1er  | 150    |
| 2022    | AF Corse             | LMP2 Pro/AM | ORECA 07                  | Gibson GK428 4200 V8 à 90°     | Sebring 1er | SPA 1er        | LM 4ème    | Monza 3ème | fuji 1er | Bahrain 1er |          |          |          | 1er  |        |

### Résultats ELMS
| Année | Équipe        | Classe      | Voiture                   | Moteur                        | 1                | 2              | 3              | 4               | 5            | 6             | rang              | pts |
| ----- | ------------- | ----------- | ------------------------- | ----------------------------- | ---------------- | -------------- | -------------- | --------------- | ------------ | ------------- | ----------------- | --- |
| 2014  | Crubilé Sport | LM GTE      | Porsche 911 GT3 RSR (997) | Porsche 4.0 L Flat-6          | Silverstone 8ème | Imola 9ème     |                |                 |              |               | 13ème des pilotes | 5   |
|       | AF Corse      | LM GTE      | Ferrari 458 Italia GT2    | Ferrari F142 GT 4.5 L V8 Atmo |                  |                | red bull 8ème  | Castellet 12ème | Estoril8ème  |               | 13ème des pilotes | 8   |
| 2018  | TDS Racing    | LMP2        | Oreca 07                  | Gibson GK428 4.2 L V8         | Castellet 2ème   | monza 2ème     | red bull 9ème  | Silvertone      | SPA          | Portimao      | 7                 | 38  |
| 2021  | AF Corse      | LM GTE      | Ferrari 488 GTE-EVO       | Ferrari F154CB 3,9 l V8 Turbo | barcelone        | red bull 1er   | Castellet 3ème | Monza 3ème      | SPA 1er      | Portimão 10   | 3                 | 83  |
| 2022  | AF Corse      | LMP2 Pro/Am | Oreca 07 - Gibson         | Gibson GK428 4,2 l V8 Atmo    | Castellet 2ème   | imola 5ème     | Monza 4ème     | Barcelone 1er   | SPA 2ème     | Portimao 2ème | 2                 | 101 |
| 2023  | AF Corse      | LMP2 Pro/Am | Oreca 07 - Gibson         | Gibson GK428 4,2 l V8 Atmo    | Barcelone 2ème   | castellet 3ème | aragon 1er     | SPA 4ème        | algarve 3ème | portimao 1er  | 1                 | 110 |
| 2024  | AF Corse      | LMP2 Pro/Am | Oreca 07 - Gibson         |                               | Barcelone 1er    | castellet 4ème | imola 2ème     | SPA 1er         | mugello 7ème | portimao 4ème | 1                 | 98  |

## Patrimoine
Il fait partie de la famille Perrodo, qui se classe au 15e rang des fortunes de France en 2022 au palmarès du magazine Challenges. Deux ans plus tard, le titre de presse estime la fortune familiale à environ 9,5 milliards de dollars.